# Rial katarski
Rial katarski (QAR) – jednostka monetarna Kataru.
1 rial katarski = 100 dirhamów.
Centralny Bank Kataru emituje banknoty o nominałach 1, 5, 10, 50, 100 i 500 riali. Monety: 5, 10, 25 i 50 dirhamów.